# 鈴鹿8時間耐久ロードレース

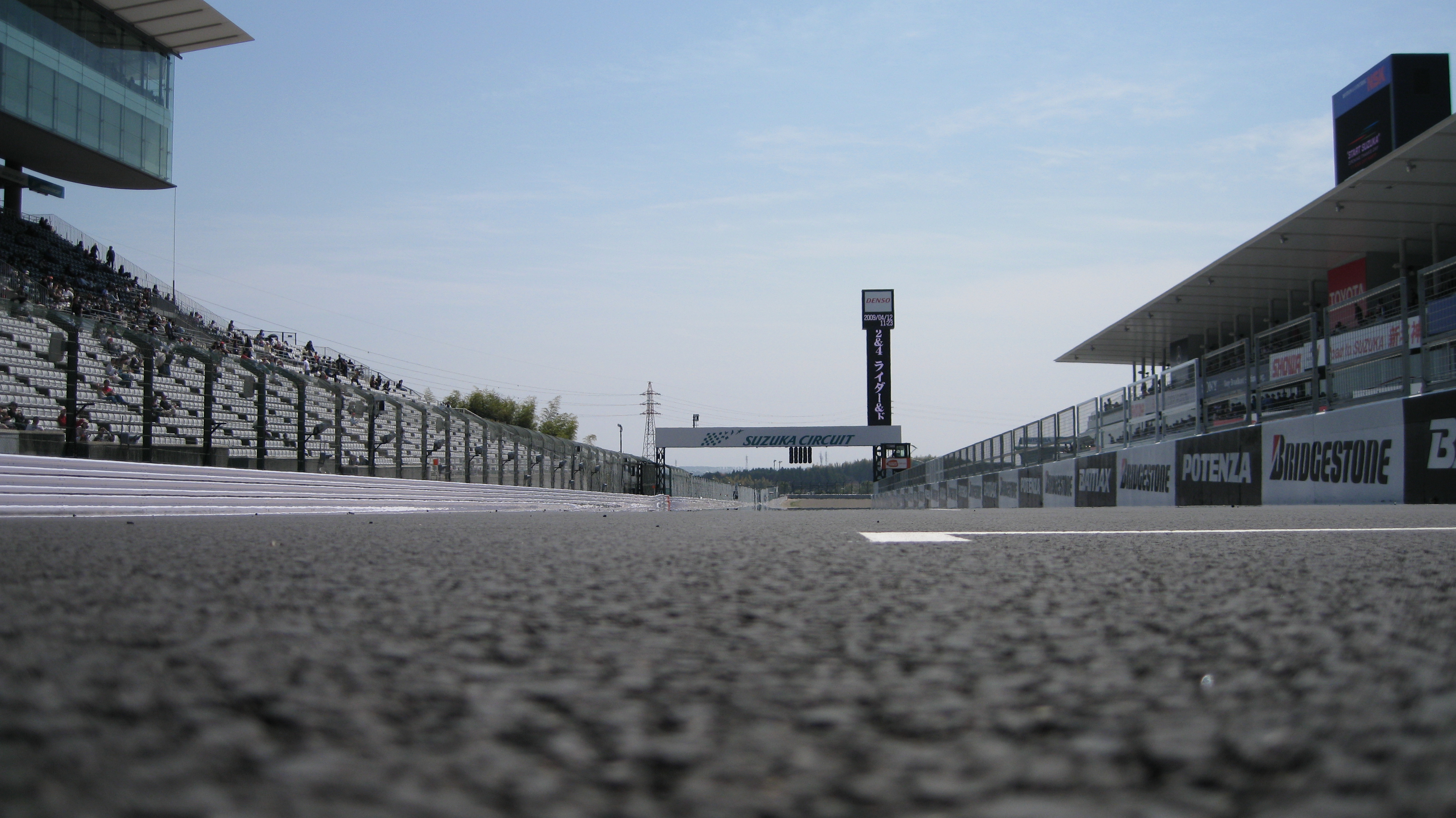
鈴鹿8耐が行われる鈴鹿サーキット

鈴鹿8時間耐久ロードレース(すずかはちじかんたいきゅうロードレース)は、FIM世界耐久選手権の1戦として毎年夏に鈴鹿サーキットで開催される日本最大のオートバイレース。通称鈴鹿8耐（すずかはちたい）や8耐（はちたい）と呼ばれている。

## 概要
夏の鈴鹿を彩る名物レースの一つで、オートバイによる8時間の耐久ロードレースである。2017年現在は午前11時30分にスタートし、日暮れから日没をまたいで終盤はナイトレースとなり、午後7時30分を過ぎた直後にトップのチームがゴールラインを通過した時点で終了となる。
1978年から開催され、1980年からはFIM世界耐久選手権レースのひとつとして組み込まれ、特に1980年代から1990年代初頭は日本のオートバイ人口のピークと相まって大いに盛り上がった。当時の鈴鹿市の人口は約14万人だが、1990年の決勝レースはそれをはるかに上回る16万人の観客動員を記録、さらに大会期間中の延べ入場者数は36万8,500人を記録した。時代と共に二輪車販売が大幅に減少してもなお、ロードレース界における夏の風物詩として国内有数の集客を誇るモータースポーツイベントである。
1984年より日本コカ・コーラが冠スポンサーとなり、以降現在まで大会名称に「コカ・コーラ」の冠タイトルが付く。ただし一時期姉妹品の「コカ・コーラ ゼロ」、「スプライト」の冠だった年もある。なお2022年より冠スポンサーはコカ・コーラボトラーズジャパンに変更された。
かつては世界グランプリ (WGP)進出を目指す若手ライダーの登竜門的な存在であり、グレーム・クロスビーをはじめ、ワイン・ガードナーは無名だった1981年大会に初出場するとコースレコードでのポールポジションを獲得しその名を知られるきっかけとなった(WGPデビューは1983年)。以後ケビン・マギー、ケビン・シュワンツ、マイケル・ドゥーハンらは、鈴鹿8耐での活躍を機に日本メーカーとのワークスライダー契約を勝ち取ってWGP参戦の切符をつかんだ。そうして成長を遂げた彼らの海外における活躍と相前後し、WGPを退いて間もないキング・ケニーことケニー・ロバーツと全日本の第一人者平忠彦によるコンビ結成(1985年)も大きな話題となり、以後日本の4大オートバイメーカーが威信を懸けてWGPやスーパーバイク世界選手権からトップライダーを送り込んだため、1980年代中盤 - 1990年代の8耐はさながら「レーシングライダー世界一決定戦」とも言うべき活況を呈していた。
2000年代以後は、MotoGP(旧・WGP)やスーパーバイク世界選手権との日程重複や「サウナの中で運動するもの」とまで称される真夏の日差しとコーナーの多いレイアウト故に体力の消耗が激しい上にミスの許されない8時間というレース時間で精神的にも疲弊が激しく、24時間レースより厳しいとまで言われる過酷さを嫌って海外GPライダーの参戦が減少傾向にあるものの、レギュレーションの変更などによる運営上の試行錯誤や全日本選手権等を戦う日本人のエース級ライダーによって熾烈な戦いが繰り広げられている。
以前は決勝前日にMFJの国内ライセンスあるいはフレッシュマンライセンス所有者のみが参加できた「鈴鹿4時間耐久ロードレース」も開催されていたが、2024年度 JP250 4時間耐久ロードレース開催分をもって終了が発表された。またオートバイによる来客が多いことにちなみ、二輪車をメインとした市内パレードも催される。かつては暴走族が数千台規模で集まり、警察が出動したこともあった。
前夜祭にはコース上で「ナイトピットウォーク」や「バイクパレード」などさまざまなイベントが行われ、家族連れで大変にぎわっている。2000年にはTRFがヘリコプターを使った演出とライブで前夜祭を盛り上げ、キャンギャルオンステージが行われるなど、盛大に行われた時代もあった。近年は『来場者とレースをもっと近くに』とのコンセプトから、大きなステージは作らず、ナイトピットウォークに時間を割くようになった。2010年からは、SKE48が「鈴鹿サーキットモータースポーツ応援団」として参加し、コース上でライブをするなど、新たな盛り上がりを演出している。非公式ながら『8耐マン』と呼ぶ2人組のキャラクターも出没し、来場者との思い出作りに花を添えている。
1980年に世界選手権シリーズに昇格するまでの(1977年以前は6時間耐久)時代はレギュレーションが緩やかであったため、ホンダ・CBX1000、カワサキ・Z1000、スズキ・GS1000、からヤマハ・RD350までの市販車改造車と、ホンダ・RSやヤマハ・TZなどの純レーサーが、クラス分けもなく混走していた。その中で、500cc単気筒エンジンを搭載した40馬力ほどのプライベーター製車両(後のヤマハ・SRの原型となった「ロードボンバー」)が8位入賞(1978年)するなどの出来事もあった。TT-F1時代は前輪に片持ハブセンターステアのユニット、後輪に片持スイングアームユニットを持ち、かつメインフレームがないelfのような意欲的なマシンや、あえて軽量コンパクトさで勝負に挑んだホンダCBR600、トラストでチューンされたターボチャージャーを搭載するスズキGSX-R400、ヤマハのフレームを使用したBMW K75など、プライベーターでは個性豊かなマシンが出場していた。
近年は、学生を無料(要事前申込み)で招待する『ヤング割0円キャンペーン』や、大人1人分の料金で子供5人が無料入場できる『子どもと一緒にキャンペーン』、さらに2017年には国際レーシングコース横の交通教育センターでレース中にアーティストのライブを行う『8フェス』など、新規ファンの開拓にも力を入れている。
従来の鈴鹿8耐は選手権の序盤に行われてきたが、選手権のプロモーターであるユーロスポーツ・イベントの代表フランソワ・リベイロが、2017年の選手権は2016年9月に開催予定のボルドール24時間で開幕させ、年をまたいで2017年7月の鈴鹿8耐を最終戦にすることを発表した。
その後2021年から年またぎのシーズン制度が廃止され、2025年時点ではルマンと鈴鹿の間にスパが入ったため全4戦中の3戦目となっている。
2019年2月、モビリティランドとフランス西部自動車クラブ(ACO)は鈴鹿サーキットとル・マンの友好協定を締結。これにより鈴鹿8耐でのヨーロッパトップチームに「ル・マンアワード」を、ル・マン24時間耐久ロードレースでのアジアトップチームに「鈴鹿アワード」を贈呈するなど取組を行っていくと発表した。

## 歴史

### 大会名
- 1978年 - 1979年：インターナショナル鈴鹿8時間耐久オートバイレース
- 1980年 - 1983年：世界選手権シリーズ 鈴鹿8時間耐久オートバイレース
- 1984年 - 1987年：世界選手権シリーズ "コカ・コーラ"鈴鹿8時間耐久オートバイレース
- 1988年：世界耐久選手権シリーズ "コカ・コーラ"鈴鹿8時間耐久ロードレース
- 1989年 - 1990年：FIM耐久カップシリーズ "コカ・コーラ"鈴鹿8時間耐久ロードレース
- 1991年 - 1996年：FIM世界耐久選手権シリーズ "コカ・コーラ"鈴鹿8時間耐久ロードレース
- 1997年：FIM世界耐久選手権シリーズ "スプライト クール"鈴鹿8時間耐久ロードレース
- 1998年 - 1999年：FIM世界耐久選手権シリーズ "スプライト"鈴鹿8時間耐久ロードレース
- 2000年 - 2005年：FIM世界耐久選手権シリーズ "コカ・コーラ"鈴鹿8時間耐久ロードレース
- 2006年：FIM世界耐久選手権シリーズ／FIMカップ エンデュランス・オブ・ネーションズ "コカ・コーラ"鈴鹿8時間耐久ロードレース[6]
- 2007年：QMMF FIM世界耐久選手権シリーズ "コカ・コーラ ゼロ"鈴鹿8時間耐久ロードレース
- 2008年 - 2012年：QTEL FIM世界耐久選手権シリーズ "コカ・コーラ ゼロ"鈴鹿8時間耐久ロードレース
- 2013年 - 2016年：FIM世界耐久選手権シリーズ "コカ・コーラ ゼロ"鈴鹿8時間耐久ロードレース
- 2017年 -：FIM世界耐久選手権 "コカ·コーラ" 鈴鹿8時間耐久ロードレース

### 優勝者&優勝チーム・マシン
| 年   | ライダー                                                       | チーム名（使用マシン）                                          | ゼッケン                             | 周回数                               | タイム                               |
| ---- | -------------------------------------------------------------- | --------------------------------------------------------------- | ------------------------------------ | ------------------------------------ | ------------------------------------ |
| 1978 | ウェス・クーリー マイク・ボールドウィン                        | ヨシムラジャパン （スズキ・GS1000）                             | 2                                    | 194                                  | 8:02'51"53                           |
| 1979 | トニー・ハットン マイク・コール                                | チームホンダ・オーストラリア （ホンダ・CB900F）                 | 6                                    | 197                                  | 8:00'23"78                           |
| 1980 | ウェス・クーリー グレーム・クロスビー                          | ヨシムラ R&D （スズキ・GS1000R）                                | 12                                   | 200                                  | 8:01'03"54                           |
| 1981 | マイク・ボールドウィン デビッド・アルダナ                      | ホンダ・フランス （ホンダ・RS1000）                             | 1                                    | 199                                  | 8:00'47"12                           |
| 1982 | 飯島茂雄 萩原紳治                                              | ブルーヘルメット MSC （ホンダ・CB900F）                         | 27                                   | 120                                  | 6:02'55"83                           |
| 1983 | エルブ・モアノー リカルド・ユービン                            | HB スズキ・フランス （スズキ・GS1000R）                         | 6                                    | 190                                  | 8:02'29"32                           |
| 1984 | マイク・ボールドウィン フレッド・マーケル                      | アメリカ・ホンダ （ホンダ・RS750R）                             | 1                                    | 191                                  | 8:01'30"35                           |
| 1985 | ワイン・ガードナー 徳野政樹                                    | チームHRC （ホンダ・RVF750）                                    | 3                                    | 195                                  | 8:01'40"102                          |
| 1986 | ワイン・ガードナー ドミニク・サロン                            | チームHRC （ホンダ・RVF750）                                    | 4                                    | 197                                  | 8:01'30"738                          |
| 1987 | マーチン・ウィマー ケビン・マギー                              | 資生堂 TECH21 レーシングチーム・ヤマハ （ヤマハ・YZF750）       | 21                                   | 200                                  | 8:01'30"045                          |
| 1988 | ケビン・マギー ウェイン・レイニー                              | チーム・ラッキーストライク・ロバーツ・ヤマハ （ヤマハ・YZF750） | 3                                    | 202                                  | 8:02'21"384                          |
| 1989 | ドミニク・サロン アレックス・ビエラ                            | Beams ホンダ with イクザワ （ホンダ・RVF750）                   | 2                                    | 202                                  | 7:58'34"328                          |
| 1990 | 平忠彦 エディ・ローソン                                        | 資生堂 TECH21 レーシングチーム・ヤマハ （ヤマハ・YZF750）       | 21                                   | 205                                  | 7:57'35"859                          |
| 1991 | ワイン・ガードナー マイケル・ドゥーハン                        | OKI ホンダ・レーシングチーム （ホンダ・RVF750）                 | 11                                   | 192                                  | 7:59'25"924                          |
| 1992 | ワイン・ガードナー ダリル・ビーティー                          | OKI ホンダ・レーシングチーム （ホンダ・RVF750）                 | 11                                   | 208                                  | 8:00'07"117                          |
| 1993 | スコット・ラッセル アーロン・スライト                          | 伊藤ハムレーシング・カワサキ （カワサキ・ZXR-7）                | 1                                    | 207                                  | 8:01'13"713                          |
| 1994 | ダグ・ポーレン アーロン・スライト                              | チームHRC （ホンダ・RVF/RC45）                                  | 11                                   | 183                                  | 6:52'49"056                          |
| 1995 | アーロン・スライト 岡田忠之                                    | チームHRC （ホンダ・RVF/RC45）                                  | 11                                   | 212                                  | 8:00'00"468                          |
| 1996 | コーリン・エドワーズ 芳賀紀行                                  | ヤマハ・レーシングチーム （ヤマハ・YZF750SP）                   | 45                                   | 214                                  | 8:02'06"411                          |
| 1997 | 伊藤真一 宇川徹                                                | ホリプロ・ホンダ with HART （ホンダ・RVF/RC45）                 | 33                                   | 186                                  | 8:02'03"722                          |
| 1998 | 伊藤真一 宇川徹                                                | ラッキーストライク・ホンダ （ホンダ・RVF/RC45）                 | 33                                   | 212                                  | 8:01'54"740                          |
| 1999 | 岡田忠之 アレックス・バロス                                    | ラッキーストライク・ホンダ （ホンダ・RVF/RC45）                 | 4                                    | 213                                  | 8:01'59"918                          |
| 2000 | 宇川徹 加藤大治郎                                              | チーム・キャビン・ホンダ （ホンダ・VTR1000SPW）                 | 4                                    | 215                                  | 8:00'31"775                          |
| 2001 | バレンティーノ・ロッシ コーリン・エドワーズ 鎌田学             | チーム・キャビン・ホンダ （ホンダ・VTR1000SPW）                 | 11                                   | 217                                  | 8:01'30"173                          |
| 2002 | 加藤大治郎 コーリン・エドワーズ                                | チーム・キャビン・ホンダ （ホンダ・VTR1000SPW）                 | 11                                   | 219                                  | 8:02'04"992                          |
| 2003 | 生見友希雄 鎌田学                                              | チーム・桜井ホンダ （ホンダ・VTR1000SPW）                       | 71                                   | 212                                  | 8:00'38"909                          |
| 2004 | 宇川徹 井筒仁康                                                | セブンスター・ホンダ （ホンダ・CBR1000RRW）                     | 7                                    | 210                                  | 8:01'35"115                          |
| 2005 | 清成龍一 宇川徹                                                | セブンスター・ホンダ （ホンダ・CBR1000RRW）                     | 7                                    | 204                                  | 8:01'22"351                          |
| 2006 | 辻村猛 伊藤真一                                                | F.C.C. TSR ZIP-FM Racing Team （ホンダ・CBR1000RR）             | 778                                  | 214                                  | 8:02'07"624                          |
| 2007 | 加賀山就臣 秋吉耕佑                                            | ヨシムラ・スズキ with JOMO （スズキ・GSX-R1000）                | 34                                   | 216                                  | 8:01'35"077                          |
| 2008 | 清成龍一 カルロス・チェカ                                      | Dream Honda Racing Team 11 （ホンダ・CBR1000RRW）               | 11                                   | 214                                  | 8:00'20"726                          |
| 2009 | 酒井大作 徳留和樹 青木宣篤                                     | ヨシムラ・スズキ with JOMO （スズキ・GSX-R1000）                | 12                                   | 183                                  | 8:01'59"916                          |
| 2010 | 清成龍一 中上貴晶 高橋巧                                       | MuSASHi RT HARC-PRO. （ホンダ・CBR1000RR）                      | 634                                  | 215                                  | 8:01'13.428                          |
| 2011 | 秋吉耕佑 伊藤真一 清成龍一                                     | F.C.C. TSR Honda （ホンダ・CBR1000RR）                          | 11                                   | 217                                  | 8:00'50.922                          |
| 2012 | 秋吉耕佑 ジョナサン・レイ 岡田忠之                             | F.C.C. TSR Honda （ホンダ・CBR1000RR）                          | 11                                   | 215                                  | 8:01'35.450                          |
| 2013 | 高橋巧 レオン・ハスラム マイケル・ファン・デル・マーク         | MuSASHi RT HARC-PRO. （ホンダ・CBR1000RR）                      | 634                                  | 214                                  | 8:00'01.280                          |
| 2014 | 高橋巧 レオン・ハスラム マイケル・ファン・デル・マーク         | MuSASHi RT HARC-PRO. （ホンダ・CBR1000RR）                      | 634                                  | 172                                  | 6:56'13.056                          |
| 2015 | 中須賀克行 ポル・エスパルガロ ブラッドリー・スミス             | YAMAHA FACTORY RACING TEAM （ヤマハ・YZF-R1）                   | 21                                   | 204                                  | 8:00'29.708                          |
| 2016 | 中須賀克行 ポル・エスパルガロ アレックス・ロウズ               | YAMAHA FACTORY RACING TEAM （ヤマハ・YZF-R1）                   | 21                                   | 218                                  | 8:00'40.124                          |
| 2017 | 中須賀克行 アレックス・ロウズ マイケル・ファン・デル・マーク   | YAMAHA FACTORY RACING TEAM （ヤマハ・YZF-R1）                   | 21                                   | 216                                  | 8:00'32.959                          |
| 2018 | 中須賀克行 アレックス・ロウズ マイケル・ファン・デル・マーク   | YAMAHA FACTORY RACING TEAM （ヤマハ・YZF-R1）                   | 21                                   | 199                                  | 8:00'01.728                          |
| 2019 | ジョナサン・レイ レオン・ハスラム トプラク・ラズガットリオグル | Kawasaki Racing Team Suzuka 8H （カワサキ・ニンジャZX-10R）     | 10                                   | 216                                  | 7:55'36.613                          |
| 2020 | 新型コロナウイルス感染症の影響で中止                           | 新型コロナウイルス感染症の影響で中止                            | 新型コロナウイルス感染症の影響で中止 | 新型コロナウイルス感染症の影響で中止 | 新型コロナウイルス感染症の影響で中止 |
| 2021 | 新型コロナウイルス感染症の影響で中止                           | 新型コロナウイルス感染症の影響で中止                            | 新型コロナウイルス感染症の影響で中止 | 新型コロナウイルス感染症の影響で中止 | 新型コロナウイルス感染症の影響で中止 |
| 2022 | 高橋巧 長島哲太 イケル・レクオナ                               | Team HRC （ホンダ・CBR1000RR-R SP）                             | 33                                   | 214                                  | 8:02'09.131                          |
| 2023 | 長島哲太 高橋巧 シャビ・ビエルヘ                               | Team HRC with 日本郵便 （ホンダ・CBR1000RR-R SP）               | 33                                   | 216                                  | 8:00'09.785                          |
| 2024 | 高橋巧 ヨハン・ザルコ 名越哲平                                 | Team HRC with Japan Post （ホンダ・CBR1000RR-R SP）             | 30                                   | 220                                  | 8:00'49.693                          |
| 2025 | 高橋巧 ヨハン・ザルコ                                          | Honda HRC （ホンダ・CBR1000RR-R SP）                            | 30                                   | 217                                  | 8:00'26.580                          |

### 優勝回数の記録
- 7回 - 高橋巧(2010,2013,2014,2022,2023,2024,2025)
- 5回 - 宇川徹(1997,1998,2000,2004,2005)
- 4回 - ワイン・ガードナー(1985,1986,1991,1992)､伊藤真一(1997,1998,2006,2011)、清成龍一(2005,2008,2010,2011)、マイケル・ファン・デル・マーク(2013,2014,2017,2018)、中須賀克行(2015 - 2018)
- 3回 - マイク・ボールドウィン(1978,1981,1984)、アーロン・スライト(1993 - 1995)、コーリン・エドワーズ(1996,2001,2002)、秋吉耕佑(2007,2011,2012)、岡田忠之(1995,1999,2012)、アレックス・ロウズ(2016,2017,2018)、レオン・ハスラム(2013,2014,2019)
- 2回 - ウェス・クーリー(1978,1980)、ドミニク・サロン(1986,1989)、ケビン・マギー(1987,1988)、加藤大治郎(2000,2002)、鎌田学(2001,2003)、ポル・エスパルガロ(2015,2016)、ジョナサン・レイ(2012,2019)、長島哲太(2022,2023)、ヨハン・ザルコ(2024,2025)
- 1回 - トニー・ハントン(1979)、マイク・コール(1979)、グレーム・クロスビー(1980)、デビッド・アルダナ(1981)、飯嶋茂男(1982)、萩原紳治(1982)、エルブ・モアノー(1983)、リカルド・ユービン(1983)、フレッド・マーケル(1984)、徳野政樹(1985)、マーチン・ウィマー(1987)、ウェイン・レイニー(1988)、アレックス・ビエラ(1989)、平忠彦(1990)、エディ・ローソン(1990)、マイケル・ドゥーハン(1991)、ダリル・ビーティー(1992)、スコット・ラッセル(1993)、ダグ・ポーレン(1994)、芳賀紀行(1996)、アレックス・バロス(1999)、バレンティーノ・ロッシ(2001)、生見友希雄(2003)、井筒仁康(2004)、辻村猛(2006)、加賀山就臣(2007)、カルロス・チェカ(2008)、酒井大作(2009)、徳留和樹(2009)、青木宣篤(2009)、中上貴晶(2010)、ブラッドリー・スミス(2015)、トプラク・ラズガットリオグル(2019)、イケル・レクオナ(2022)、シャビ・ビエルヘ(2023)、名越哲平(2024)

### ポールポジションの記録
- 7回 - 伊藤真一(1998,1999,2003 - 2006,2008)
- 5回 - ワイン・ガードナー(1981,1984,1986,1987,1989)
- 4回 - 中須賀克行(2012, 2013, 2017, 2019)
- 3回 - グレーム・クロスビー(79, 80, 83)、マイケル・ドゥーハン(90, 91, 93)
- 2回 - ポル・エスパルガロ(2015, 2016)、長島哲太(2022, 2023)
- 1回 - デビット・エムデ(1978)、ピエール・E・サミン(1982)、ケニー・ロバーツ(1985)、ウェイン・レイニー(1988)、武石伸也(1992)、スコット・ラッセル(1994)、アンソニー・ゴバード(1995)、アーロン・スライト(1996)、加藤大治郎(1997)、芳賀紀行(2000)、梁明(2001)、アレックス・バロス(2002)、カルロス・チェカ(2007)、秋吉耕佑(2009)、酒井大作(2010)、加賀山就臣(2011)、津田拓也(2014)、ジョナサン・レイ(2018)、マービン・フリッツ(2024)、ヨハン・ザルコ(2025)

### レギュレーションの変遷
- 1980年 - 1983年 TT-F1(4ストローク1,000cc以下)
- 1984年 - 1993年 TT-F1(4ストローク750cc以下、2ストローク 500cc以下)
- 1994年 - 1997年 スーパーバイク(4ストローク4気筒750cc以下、3気筒900cc以下、2気筒1,000cc以下)
- 1997年 - 2001年 スーパーバイク(4ストローク4気筒750cc以下、3気筒900cc以下、2気筒1,000cc以下)、Xフォーミュラ、S-NK
- 2002年 スーパーバイク(4ストローク4気筒750cc以下、3気筒900cc以下、2気筒1,000cc以下)、Xフォーミュラ、S-NK、プロトタイプ(4ストローク排気量1000cc以下、排気音量120db以下)
- 2003年 スーパーバイク(4ストローク1,000cc以下)、XXフォーミュラDiv1・Div2 、JSB1000
- 2004年 - 2006年 スーパーバイク(2006年はワークスのみJSB・4ストローク1,000cc以下)、スーパープロダクション、スーパーストック、XXフォーミュラDiv1・Div2
- 2007年 スーパーバイク・JSB1000(8耐のみ参戦の国内チームのみJSB・4ストローク1,000cc以下)、スーパープロダクション、スーパーストック
- 2008 - 2023年 Formula EWC(4ストローク 4気筒1,000cc以下 2気筒1,200cc以下)およびナショナルストック(FIMスーパーストック、JRRのST1000をベースとしたナショナルストック、BoP適応済みのアプリリア・RSV4 1100 Factory等特認車両)
- 2024年 Formula EWC(4ストローク 4気筒1,000cc以下 2気筒1,200cc以下)およびスーパーストック、エクスペリメンタル(実験車両)

### 主な出来事
- 1982年 台風の接近でレースを6時間に短縮して開催。6時間後に振られたのは、チェッカーフラッグではなく赤旗であった。
- 1989年 126周目周回遅れのマシンを抜き損なったマイケル・ドゥーハンが周回遅れと接触し転倒。ドゥーハンは左手薬指と小指を切断するケガをしてリタイアとなる。
- 1989年 8時間経過後、全車に対してチェッカーフラッグが振られる前に観客がコースへ乱入し、赤旗が提示されてしまった。このためレース結果は1ラップ前でのコントロールライン通過順位となり、3位と4位の順位が入れ替わってしまい、最終ラップにヤマハのピーター・ゴダード/加藤信悟組を抜いたはずのカワサキの塚本昭一/前田忠士組が涙を呑む。また、優勝のサロン/ビエラ組も203周回しながらも記録は202周回となった。その後、「全てのライダーにチェッカーを」を合言葉にマナーアップキャンペーンが始まった。
- 1993年 トップを快走していたエディ・ローソンがオイルにのってコースアウト転倒、かわりにトップに立ったドゥーハン/ビーティ組のドゥーハンも独走中にオイルにのって転倒。いずれもオイル旗の処理がなかった。
- 1994年 スタートから30分後に周回遅れの1台のマシンがオイルを吹き転倒して炎上。そこへトップグループが差しかかり、オイルに乗って数台が転倒し炎上する炎の中に突っ込んだ。このため赤旗中断となり、史上初の2ヒートレースとなる。優勝候補の一角、辻本聡/加藤大治郎組は不運にもマシンが炎上し、さらにスペアマシンがなかったためリタイヤを余儀なくされた。また、岡田忠之/宇川徹組は転倒した宇川が負傷したため第3ライダーの匹田禎智で再スタートした。中断によりレース進行が遅れたため、観客の帰りの交通手段の確保を優先し、19時30分に赤旗が振られレース終了となった。
- 1995年 この年のレーススタートから当時のレース実況アナウンサーのみし奈昌俊が観客に呼びかけて10秒前からの全員でのカウントダウンが始まった。それ以前からもアナウンサーがカウントダウンをしたり観客が自発的に手拍子を取ることはあったが、サーキット観客が一体となって行われたのはこの年が最初であった。このカウントダウンはライダーのフライング防止にも一定の効果があった。また同時に8時間の経過の10秒前からのカウントダウンもこの年から行われ、カウント0とともにアーロン・スライトが前人未到となる鈴鹿8耐3連覇のチェッカーフラッグを受け、10秒前カウントダウンは鈴鹿8耐の定番として定着していった。
- 1997年 この年は台風9号がレースウィーク中に直撃し、スペシャルステージが中止。そのため、金曜日に行われた計時予選の記録でグリッドが決定された。また、併催の4時間耐久レースは3時間に短縮して開催された。
- 2000年 決勝レース中の12時46分に山川守が130Rコーナーで転倒。病院収容後に死亡。享年47。鈴鹿8耐史上初の死亡事故となった。
- 2002年 最長周回数レコードである219周の記録が樹立された。マシンはいずれもホンダ・VTR1000 SPWの加藤大治郎・コーリン・エドワーズ組、玉田誠・岡田忠之組、アレックス・バロス・武田雄一組が記録
- 2003年 決勝レースのスタート直後、オーヴァーレーシングのマシンがオイルを吹きながら最後尾を走行し、2周目の1コーナーでこのオイルにトップ集団の数台が乗ってクラッシュしペースカーが入る。その際、渡辺篤や岡田忠之やニッキー・ヘイデンが回収車に乗ってピットに戻ってきたために失格となる。オフィシャルとしては当然の裁定であったが、失格したにもかかわらずそれを無視して岡田が数周にわたり抗議の走行をした。ちなみに岡田が優勝した1995年のレースでは、1コーナーでクラッシュした加賀山と田村がオフィシャル判断にて回収車でピットロードまで運ばれているが、この際には「東コースショートカット」の扱いで当該周回抹消+1周減算で済んでいる。
  - その後、トラブルが起こり回収車を使用した場合でも失格とはならなくなった。2006年までは「当該周回キャンセル+1周ペナルティ」だったが、2007年以降は「当該周回キャンセルのみ」に緩和されている。
- 2007年 過去にホンダ系チームで監督を務めた俳優の岩城滉一が大会の名誉顧問に就任している。ポールポジションの岡田忠之が8耐史上初のフライングペナルティをとられた。
- 2011年 東日本大震災を原因とする電力供給不足を考慮し、この年のみスタート時間を例年より1時間繰り上げて10時30分とした。これに伴ってゴール時間も18時30分となり、夜間走行時間はなくなった。
- 2014年 決勝スタート直前に西コースで降雨があり史上初のスタートディレイとなった。これによりスタート時間が12時35分となるが、ゴール時間は従来通り19時30分となった為6時間55分のレースとなった。またレース中4度のセーフティーカーランが発生した。またこの年から車両番号の発光デバイスに蓄光式の使用が禁止となり自車から供給する電気による自光式のみ認められるようになり、夜間走行時の車両番号の識別がしやすくなった。自光式であれば光源や表示方式は問われないが、重量や消費電力の兼ね合いで光源はLEDや有機ELが主流である。
- 2016年 この年からレギュレーション変更により車両のライトは常時点灯が義務となる。ただし以前からの恒例であるオフィシャルからのライトオンサインは継続して実施されており車両番号の発光の合図と意味合いが異なるようになった。レースはセーフティーカーランが1度も発生せず、優勝したYAMAHA FACTORY RACING TEAMと2位のTeam GREENは現行のコースレイアウトとしては最多の218周回を記録した。また、ホンダ勢はトップチームが低迷し、1988年以来27年ぶりに表彰台を逃す事態となった。
- 2018年 土曜日のTOP10トライアル(公式予選上位10チームより1台ずつのタイムアタック)が台風12号の影響により40分間・10台同時の計時予選に変更となった。レースはYAMAHA FACTORY RACING TEAMと同チームの中須賀克行が4連覇を達成し、共に連勝記録を更新した。但し、中須賀はこの年のみ予選で転倒した影響で決勝レースに出走していない。
- 2019年も台風6号の影響でTOP10トライアルは中止となった。レースは終了2分前にトップを走行していたKawasaki Racing Teamが最終ラップで転倒。直後に赤旗中断となり終了した。当初「赤旗提示から5分以内にピットへ戻らなかった」ためにKawasaki Racing Teamは未完走、2位を走行していたYAMAHA FACTORY RACING TEAMが優勝と発表され、この順位で表彰式を実施した[7]。しかしKRTが「EWCのスポーティングレギュレーションにはこの赤旗5分帰還条項が存在しない」という点で抗議を行い、これが認められたために逆転でKRTの優勝となった[8][注 1]。
- 2020年の第43回は当初、2020年東京オリンピックの開催期日を考慮し例年の7月最終週開催から変更し、2020年7月19日が決勝日となる予定だった[1]が、新型コロナウイルス感染症の拡大防止対策の一環で10月30日から11月1日に順延[9]。しかし、『海外からの渡航に関する規制解除の見通しが立っておらず海外チームの入国が難しい』として、8月12日に大会の中止が発表された[10]。
- 2021年も延期された東京五輪の開催日程を考慮したスケジュールだったが、3月17日に国内外の感染状況や渡航規制の見通しなどを受け「鈴鹿8時間耐久ロードレース」の延期と「全日本ロードレース選手権シリーズ MFJグランプリ」の開催日を変更。7月15日〜18日に開催予定だった鈴鹿8耐が11月5日〜7日に、当初11月6日・7日に予定していたMFJグランプリは7月17日・18日に開催される[11]。しかし、2020年同様8月19日に大会の中止が発表された[12]。
- 3年越しで「第43回大会」が開催された2022年、ビザ申請の問題で入国できなかった選手やチーム体制が整わず出場辞退したチームもあり、45台の参加にとどまった[13]。また、フリー走行や予選と悪天候が重なったため転倒したり108％ルールを突破できないライダーが続出。特別措置として108％ルールは適用除外となり、TOP10トライアルも40分間・10台同時の計時予選となった。原因は発表されていないがF.C.C. TSR Honda Franceのジーノ・リアが予選前のフリー走行中、シケインで転倒しドクターヘリで緊急搬送される事態となっている[14]。レースは予選でも唯一の2分04秒台を記録したTeam HRCが他全チームを周回遅れにし圧勝。Hondaとして8年ぶり28回目の優勝を飾った[15]。なお、ジーノ・リアは事故から1か月後の2022年9月5日、搬送された三重県立総合医療センターを退院。今後は母国でリハビリを続ける[16]。翌2023年EWC初戦ル・マン24時間耐久ロードレース開幕直前のパレードラップに参加[17]し復活をアピールした。
- 2023年「第44回大会」は、2017年以来6年ぶりにTOP10トライアルも行われ、Team HRC with 日本郵便がトップタイムを記録しポールポジションを獲得[18]。決勝レースもTeam HRC with 日本郵便が216周を走破して総合優勝を飾った[19]。なお、暫定2位だったTOHO Racingはレース後技術検査にて車両規定違反(燃料タンクの過容量)が発覚したため、FIMより失格の裁定が下されSDG Hondaが2位、F.C.C. TSR Honda Franceが3位繰り上げとなった[20]。
- 2024年はTeam HRC with Japanpostが盤石の体制で大会3連覇を達成。高橋巧が通算優勝回数を単独トップの6勝とした。HRCとYARTの2チームが200Rシケイン追加前のレコードであった219周を超えて220周を走破している。なお本年度からSSTクラスもシリーズ戦[21]となったため、車検が日本独自のナショナルストックから世界基準のスーパーストックに切り替わり、車体レギュレーションが厳格化された影響でSSTクラスの3チームがレース後車検で失格となった。

## テレビ・インターネットによる中継

### 記録映像
- 1985年にホンダランド(後の鈴鹿サーキット)と飛鳥映像により公式記録ビデオが制作される。

### 生中継
- 1986年にはホンダランドと飛鳥映像による初の同時衛星中継が行われ、多摩テックとホンダ青山本社に送られた。また、1985年と1986年の模様を一つにまとめたレーザーディスクが発売された。
- 1989年からしばらくの間NHK-BSによる完全生中継が行われた。しかし、スポンサー名を放送しないなどの自主規制を行って放送した。また、1992年と1994年は中盤の4時間が野球中継に切り替わる、1996年はアトランタオリンピックのため生中継が行われないなど完全放送とは言いがたい内容であった。
  - 1989年 - 1997年までNHKによるハイライトが8月下旬に放送されるようになった。その一部がレーザーディスク（1990年、1991年はBGM変更版）やビデオで販売された。
- NHK-BS、スカイスポーツ（CS放送、後のJ SPORTS）を経て、1996年からはTBSが放送権を取得、2002年にはTBS系BSデジタル局BS-iで8時間完全生中継を行った[要出典]。
- 2002年からは鈴鹿サーキットがIT企業などの協力を得て、独自のストリーミングによるインターネットライブ動画配信が行われたこともあり、2005年はYahoo! Japanがインターネットライブ中継を実施。なお、2006年のライブ中継では、CS・ネット共にサーキット内での実況音声が使われていた。
- 2003年からはペイ・パー・ビュー（PPV）番組として、パーフェクト・チョイスにて事前番組及び8時間完全生中継を実施。また、鈴鹿サーキットの公式パートナー局であるテレビ大阪制作のダイジェスト番組がテレビ東京系列で放送されていた。
  - 2007年は、テレビ朝日及びメ〜テレが特別協力として参加。テレビ朝日系列のBSデジタル局BS朝日およびCSチャンネルテレ朝チャンネルでもダイジェスト番組が放送された。
- 2013年から2018年の間は、BS12 トゥエルビで中継放送（CBCテレビ制作協力）を実施した。2013年は13時からの遅れ録画放送だったが、2014年からは完全生中継による放送を実施しており、トゥエルビでは数少ない自社制作の生放送番組となっていた。
  - 2017年以降は2音声体制を実施。主音声ではサーキットの場内実況、副音声ではトゥエルビ独自実況となっており、副音声では八代俊二、高橋名人といったゲストを招き、鈴鹿8耐の魅力やTwitterによる質問を募集していた。CM前とCM明けのそれぞれ数秒間は全てトゥエルビ独自音声に統一し、CM明けでは懸賞品の応募電話番号などを通知していた。
  - レース数週間前から番宣が放送される他、2015年は土曜日夜に1時間の特番を放送した。
- 2015年・2016年に鈴鹿サーキット公式Ustreamで、4耐を含む全セッションのインターネット中継（8耐決勝を除く）を、2017年の公式Facebookでの配信では特別スポーツ走行・8耐決勝のタイミングモニター配信を含む全セッションのインターネット中継を行った。またニコニコ生放送が公式生放送（2013年分以降トゥエルビ協力）で、2012年のフリー走行・予選・4耐の予選決勝の生中継、2013年・2014年の録画中継（2015年開催時）、2005年 - 2015年のダイジェスト放映（2016年開催時）、2015年・2016年の全セッションの生中継（8耐決勝を除く）を行った。
- 2018年は、鈴鹿8耐と、併催される鈴鹿4時間耐久ロードレースにアジア圏からのエントリーが増加していることを受けて、Facebookを通じた日本国外へのライブ配信を実施。鈴鹿8耐は英語とタイ語、鈴鹿4耐はタイ語での実況配信が行われる[22]。
- 日本テレビは、鈴鹿8耐を含めたFIM世界耐久選手権の2018 - 2019年、2019 - 2020年の2シーズンの放映権を取得[23]。鈴鹿8耐についてはBS日テレ[注 2]・Huluでのライブ中継を、他のレースはBS日テレ・日テレジータスでのハイライト放送を予定している（ただし2019年5月に行われたル・マン24時間は、ゴール前後を含め日テレジータスにて25時間半連続生中継した）。先行して2018年は8耐ハイライトと併せて2017 - 2018年シーズンハイライトが放送された。2021年は、BS日テレでのハイライト放送のみ継続されている。
- 2021年は、EWCの放映権をJ SPORTSが取得したと発表。なお発表時点では「全5戦のハイライト番組を放送・配信。一部生中継・LIVE配信予定」としており鈴鹿8耐の中継に関しては明言されていない（前述の通り後に鈴鹿8耐の開催は中止となった）[24]。
- 2022年は同年に開局したBS松竹東急が鈴鹿8耐の放映権を取得し、同年8月7日に9時間完全生中継した[25]。J SPORTSも同時間帯に同様に生放送を実行した。
- 2023年はBS12 トゥエルビが5年ぶりに鈴鹿8耐の放映権を取得し、同年8月6日に10時間完全生中継した[26]。J SPORTSも同時間帯に同様に生放送と配信を実行した[27]。2024年、2025年も同様の放送形態となった[28]。

### 番組内での企画・放送
- 1985年 - 1999年は、自動車情報番組『MOTORLAND』（テレビ東京系列）でダイジェスト版が放送されていた。
- 『Do!スポーツ』（テレビ東京系列）では1983年より毎年8耐の特集企画を放送。番組内でモリワキエンジニアリングの全面協力を得て参戦チームを組織し、4耐・8耐に参戦もした。
- 『CLUB紳助』（朝日放送）で、毎年8月の番組終了後に島田紳助率いるチーム・シンスケの参戦ドキュメントが放送された（1988年 - 1995年）。また紳助は、当時レギュラー出演していた日曜日朝の生番組『サンデープロジェクト』（テレビ朝日系列）を休んで参戦していたが、同番組が毎回チーム紳助の様子を番組の冒頭とエンディング時に中継で結んでいた。
- 1986年 - 1988年はTBSテレビで関連番組が放送された。
- 2009年より、CBCテレビがレース数週間後に「鈴鹿8耐 ドキュメント」として30分のドキュメント番組を放送している。

## 鈴鹿8耐が登場する作品

### 文学・漫画
- 『ふたり鷹』（新谷かおる、週刊少年サンデー、1981年 - 1985年） - バイク漫画で初めて耐久レースを主題に取り上げた作品。本作では鈴鹿8耐を舞台にした物語が物語中盤と後半に2回描かれている。
- 『冬のひまわり』（五木寛之、1985年） - 1984年の8耐を舞台とした禁じられた恋愛物語。グランドスタンドの1コーナー寄りには遠野麻子と森谷透の出会いの場所として五木の歌碑のプレートがあったが、スタンドの改修工事中に紛失された[29]。
- 『風よ、鈴鹿へ』（島田紳助、1988年） - 1986年に初参戦したチーム・シンスケの挑戦を題材にした小説。
- 『D-LIVE!!』（皆川亮二、週刊少年サンデー、2002年 - 2006年） - 主人公のスーパーマルチドライバー・斑鳩悟が、メカニック・清水初音の依頼で、怪我をした8耐ライダーの代わりに出場する。（第5巻 Episode 17「オン・ザ・ロード」）

### 映画・テレビドラマ
- 『パッセンジャー 過ぎ去りし日々』（1987年） - 劇中の本田美奈子（主演）のコンサートシーンは、1987年の8耐前夜祭で撮影された。
- 『風よ、鈴鹿へ』（TBS、1988年） - 同名の上記小説を原作としたテレビドラマ。
- 『ガチンコ! 』（TBS、2001年） - 素人を数カ月の特訓で鈴鹿8耐に参戦させる企画「バリバリ伝説」を放送。
- 『紳助社長のプロデュース大作戦! 』（TBS、2011年）- 一度は引退したライダー・中木亮輔の依頼に応える形で、『がんばろう日本』をスローガンに16年ぶりにチーム・シンスケを復活させた。

### ゲーム
- 『コカコーラ スズカエイトアワーズ』（ナムコ…後のバンダイナムコゲームス、1992年） - 業務用体感ゲーム機。最大4人まで同時プレイ可能でセンターモニターで中継さながらのレースの模様が流れる。8耐冠スポンサーの「コカコーラ」とタイアップしている。
- 『スズカエイトアワーズ2』（ナムコ…後のバンダイナムコゲームス、1993年） - 全4コースが選択可能となった続編。
- 『スズカエイトアワーズ』（ナムコ…後のバンダイナムコゲームス、1993年） - スーパーファミコンへの移植作品。

### 音楽
- 「NEXT GATE」／白井貴子&CRAZYBOYS 作詞・作曲：白井貴子

鈴鹿8耐のテーマソングとして白井が作詞・作曲した楽曲である。決勝レースの前夜祭として、白井貴子&CRAZYBOYSが鈴鹿サーキット内の特設野外ステージでライブ『NEXT GATE LIVE』を敢行、大成功を収める。レースの前夜祭に野外ライブが行われるのは鈴鹿サーキット史上初めてである。このライブの大成功がきっかけとなり、以後の鈴鹿8耐では、毎年必ずミュージシャンによる前夜祭ライブが行われることとなった。
- 「風の旅人」 作詞:五木寛之、作曲:海つばめ（山崎ハコ）
- 「boys on the road」／中村あゆみ 作詞：中村あゆみ／作曲：古村敏比古
- 「少年の瞳」／中村あゆみ 作詞・作曲：中村あゆみ
- 「風よ、鈴鹿へ」 作詞：島田紳助／作曲：高原兄 - 同名の上記テレビドラマの主題歌として制作された曲。実際の8耐でも、表彰式終了後に場内に流されるのが恒例となっている。
- 「風がうねる日」 作詞・作曲：BORO
- 「8耐」 作詞・作曲：左嵜啓史
- 「明日へのONE MORE TRY」 作詞：松比良直樹／作曲・ルーディミッドナイトランナーズ
- 「Lock ON SUMMER」（2003年八耐イメージソング）／ソルティータ
- 「サーキット音頭」作詞 高原兄
- 「rush 〜その先の何か」／エリアンナ
- 「RIDE ON」／J-WALK